# Польоти уві сні та наяву
«Польоти уві сні та наяву» (рос. «Полёты во сне и наяву») — український російськомовний радянський художній фільм 1983 року режисера Романа Балаяна. Через цензуру вийшов у прокат лише 1987 року. Головну роль виконав російський актор Олег Янковський. Зйомки відбулися у російському місті Владимир.
Напередодні свого сорокаріччя працівник архітектурного бюро Сергій Макаров підсумовує життя. Ніщо не приносить йому задоволення — ані дружина, ані коханка, ані робота, ані друзі. Вік, у якому перебуває Сергій — це вік, коли багато що вже досягнуто, але йому здається, що колишні мрії марні та намагається віднайти нову мету життя.
Займає 7-му позицію у списку 100 найкращих фільмів в історії українського кіно.

## Сюжет
Прокинувшись, працівник архітектурного бюро Сергій Макаров намагається написати листа своїй матері, але не може підібрати слів. Потім він свариться з дружиною Наташею через те, що зарано розбудив дочку Машу. Сергій іде на роботу, де відпрошується нібито для зустрічі з матір'ю та кричить на молоду колегу. Начальник, Микола Павлович, не вірить йому (співробітники згадують, що раніше він відпрошувався читати лекцію про «польоти уві сні та наяву»), але все ж відпускає. Насправді Сергій вирушає на зустріч із коханкою Алісою. Випадково Наташа проходить повз і сідає до нього в авто, куди потім сідає Аліса, не підозрюючи хто така Наташа. Дружина забирає в Сергія ключі від дому, а Аліса йде геть.
Повернувшись на роботу, Сергій зізнається, що обманув начальника та колег. Це стає останньою краплею і його звільняють. Сергій розшукує Алісу та мириться з нею. Вони вдвох їдуть на вечірку, влаштовану знайомим скульптором. Аліса фліртує з іншим чоловіком, а Сергій, помітивши це, непомітно йде. Він блукає містом і потрапляє на знімальний майданчик фільму, звідки його випроваджує режисер.
Сергій приходить додому вночі, де розуміє, що Наташа не хоче його бачити і щоб він не турбував дочку. Він продовжує блукати містом і переконує машиніста товарного потяга впустити його до вагону — нібито, щоб доїхати до матері. Зранку Сергій стає свідком того, як злодії обкрадають вагон. Він намагається перешкодити крадіжці, але злодії б'ють його. Пізніше Сергія знаходить жвава стрілочниця та доставляє Сергія на дрезині назад у місто.
Наступного дня Сергій продовжує вештатися містом. Він відвідує свою подругу Ларису Юріївну, потрапляє до старого знайомого на весілля, зустрічає на дитячому майданчику доньку. Коли вирішує поговорити з Алісою, виявляється, що вона проводить час із новим другом. Наприкінці дня він мириться з Миколою Павловичем і вони разом пиячать. Микола зізнається, що в молодості був закоханий у Ларису та заздрив Сергію.
Микола Павлович вирішує влаштувати Сергію святкування його сорокаріччя на Сергієвій недобудованій дачі, куди запрошує весь колектив бюро. В розпал святкування Сергій катається на «тарзанці» та вдає, що стрибнув у озеро. Поки його шукають, він підходить до колег з іншого боку, кажучи, що пожартував. Колеги розцінюють це як черговий обман і розходяться. Лишившись на самоті, Сергій бреде через поле та потім біжить, викрикуючи щось нерозбірливе, поряд зі школярами, що їдуть на велосипедах. Стомлений, він лягає в скирту сіна та плаче.

## У ролях
- Олег Янковський — Сергій Іванович Макаров
- Олена Костіна — Аліса Суворова (озвучила Олена Коренєва)
- Людмила Зоріна — Наташа Макарова
- Олег Табаков — Микола Павлович
- Людмила Гурченко — Лариса Юріївна Кузьміна
- Олег Меншиков — приятель Аліси
- Людмила Іванова — Ніна Сергіївна
- Олександр Адабаш'ян — скульптор (озвучив Юрій Богатирьов)
- Сергій Іванов — камео
- Микита Михалков — режисер
- Любов Руднєва — Світлана
- Валерій Панарін — епізод
- Олена Черняк — стрілочниця
- Альона Одінокова — Маша

## Знімальна група
- Автор сценарію: Віктор Мережко
- Режисер-постановник: Роман Балаян
- Художник-постановник: Віталій Волинський
- Оператор-постановник: Вілен Калюта
- Композитор: Вадим Храпачов
- Звукооператорка: Людмила Любенська
- Режисер: Михайло Шаєвич
- Оператори: Мая Степанова, Олексій Золотарьов
- Художник-гример: Л. Колотовкіна
- Художник-декоратор: Євген Пітенін
- Редакторка: Марина Медникова
- Монтаж: Олена Лукашенко
- Асистенти оператора:: О. Ткачук, Олександр Шумович
- Асистент художника з костюмів: Н. Пастушенко
- Директор картини: Олег Пікерський

## Сприйняття
За словами самого Романа Балаяна, «„Польоти…“ мали успіх серед людей, яких гнітила думка про те, що вони не там народились, живуть не там і їм не дозволяють думати так, як хочеться»".
Український радянський літературний критик Анатолій Макаров у 1984 році характеризував протагоніста фільму: «Перед нами воістину геній безвідповідальності, віртуоз себелюбства, людина, найкращі спонукання якої згасають, не встигнувши розгорітися, а то й зовсім перероджуються у свою протилежність, нещадно вражаючи і її саму, і всіх навколо». Причини такого становища можуть бути зумовлені як дріб'язковістю персонажа, що розтратив свій талант, так і оточенням, яке звикло все йому вибачати. На думку Макарова, фільм — це констатація проблеми, що все ж спонукає задуматися про її подолання.
Російський радянський мистецтвознавець Юрій Андрєєв схвально відгукувався про постановку фільму, проте засуджував образ головного героям, описуючи його: «сорокарічний оболтус, чия професійна цінність близька до нуля, але якого люблять жінки і який незамінний у будь-якій компанії, хоча немає такої підлості чи зради щодо ближніх, на яку Серьога не був би здатний з легкістю». Пізніші критики вбачали в інфантильності Сергія спосіб самозахисту, компенсацію хиткості його становища. Його привабливість зумовлена внутрішньою свободою Сергія, хоча він не може цією свободою скористатися належним чином. При своїх численних недоліках і однозначно негативних рисах, Сергій постає кращим, ніж його посереднє оточення.
Російська радянська кінокритик Майя Туровська вказувала, що в Сергія є всі ознаки благополучного життя радянської людини (квартира, авто, дача, родина). В той же час цей гаданий достаток неповноцінний: дружину Сергій не любить, коханка не приносить радості, дочка росте без його опіки, дача недобудована, авто записане не на нього, суть його роботи неясна. Сергій не має опори і на нього самого не можна покластися через повсюдну «інвалідність душі». Єлена Стішова підкреслювала, що Сергій живе подвійним життям, де необлаштована реальність протиставляється мріям.
Український кінокритик Сергій Тримбач писав, що «Польоти уві сні та наяву» продовжують тенденції українського поетичного кіно, негласно забороненого в СРСР. «„Польоти уві сні та наяву“ — не просто винятковий художній твір, це важливий для української культури документ, що зафіксував життя радянського інтелігента в епоху занепаду тоталітарної імперії. Роману Балаяну вдалося зняти не лише драму особистості, а й розробити типаж сучасного урбанізованого героя — те, чого не дали зробити Параджанову в „Київських фресках“». Це вдалося не тільки тому, що типаж Сергія уособлює типового радянського інтелігента, якому немає де сповна реалізувати свої можливості, а й тому, що сам Роман Балаян почувався в такому становищі.
Згідно з описом Довженко-Центру, «Польоти уві сні та наяву» описують втому в СРСР від епохи пізнього Брежєнєва. Вчинки Сергія контрастують із навколишнім моралізаторством і «вся награна маскулінність й трагічна невідповідність героя самому собі точно з'являється в потрібному місці в потрібний час, сумно відобразивши драму цілого покоління пізньорадянської „технічної інтелігенції“».

## Нагороди
- Державна премія СРСР 1987 року Олегу Янковському за роль Сергія Макарова.

## Цікаві факти
- На роль Сергія Макарова спочатку планувався Микита Михалков, але Роман Балаян, побачивши гру Олега Янковського у фільмі Тетяни Ліознової «Ми, що нижче підписалися», зрозумів, що він більше підходить на цю роль. Але Михалков все ж зіграв у фільмі роль режисера[10].
- Сергій Іванов грає у фільмі самого себе. Головний герой, побачивши його, впізнає в ньому «Кузнєчіка» — героя фільму Леоніда Бикова «В бій ідуть тільки „старики“».
- За початковим сценарієм фінал фільму мав завершитися трагічно: головний герой гинув, стрибнувши з «тарзанки». Але Роман Балаян, проїжджаючи повз копицю із сіном, вирішив змінити фінал[10].
- Також у сценарії не було ролі Олега Меншикова. Режисер додав цього персонажа на противагу Макарову[10].
- Балаян логічно продовжує тему польотів у драмі 2009 року «Райські птахи».